# Baucau

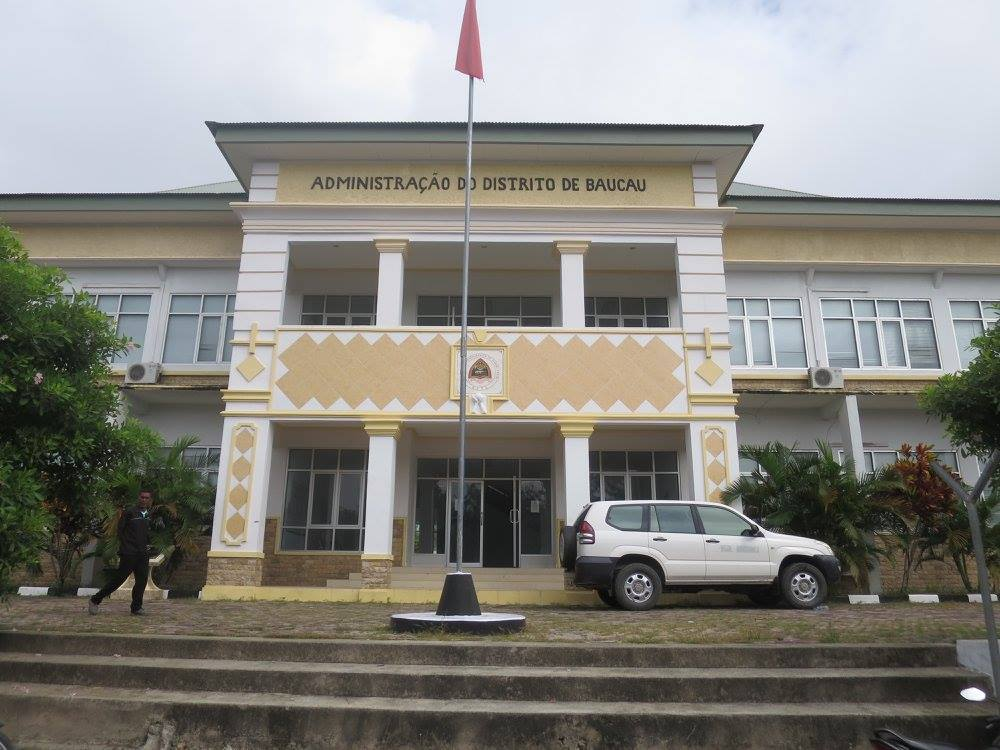
Administrationsbyggnad i Baucau 2016-05-04

Baucau är med sina 16 000 invånare den näst största staden  i Östtimor. När Östtimor var en portugisisk koloni hette staden Vila Salazar efter den portugisiska diktatorn António de Oliveira Salazar.
Den 7 december 1975 invaderade Indonesien Östtimor och fallskärmssoldater intog Baucau. Indonesien ockuperade landet i 24 år. Vid en folkomröstning anordnad av FN röstade 80 procent för självständighet. Indonesien tvingades lämna Östtimor, men deras militära styrkor ödelade en stor del av staden. Den gamla marknaden och flera koloniala byggnader kunde dock restaureras.

## Galleri

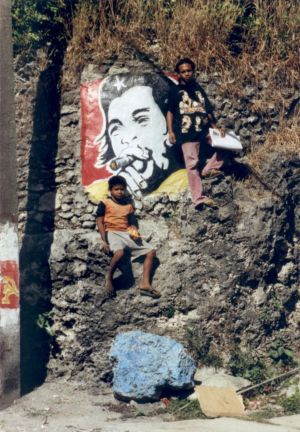
Väggmålning i Baucau
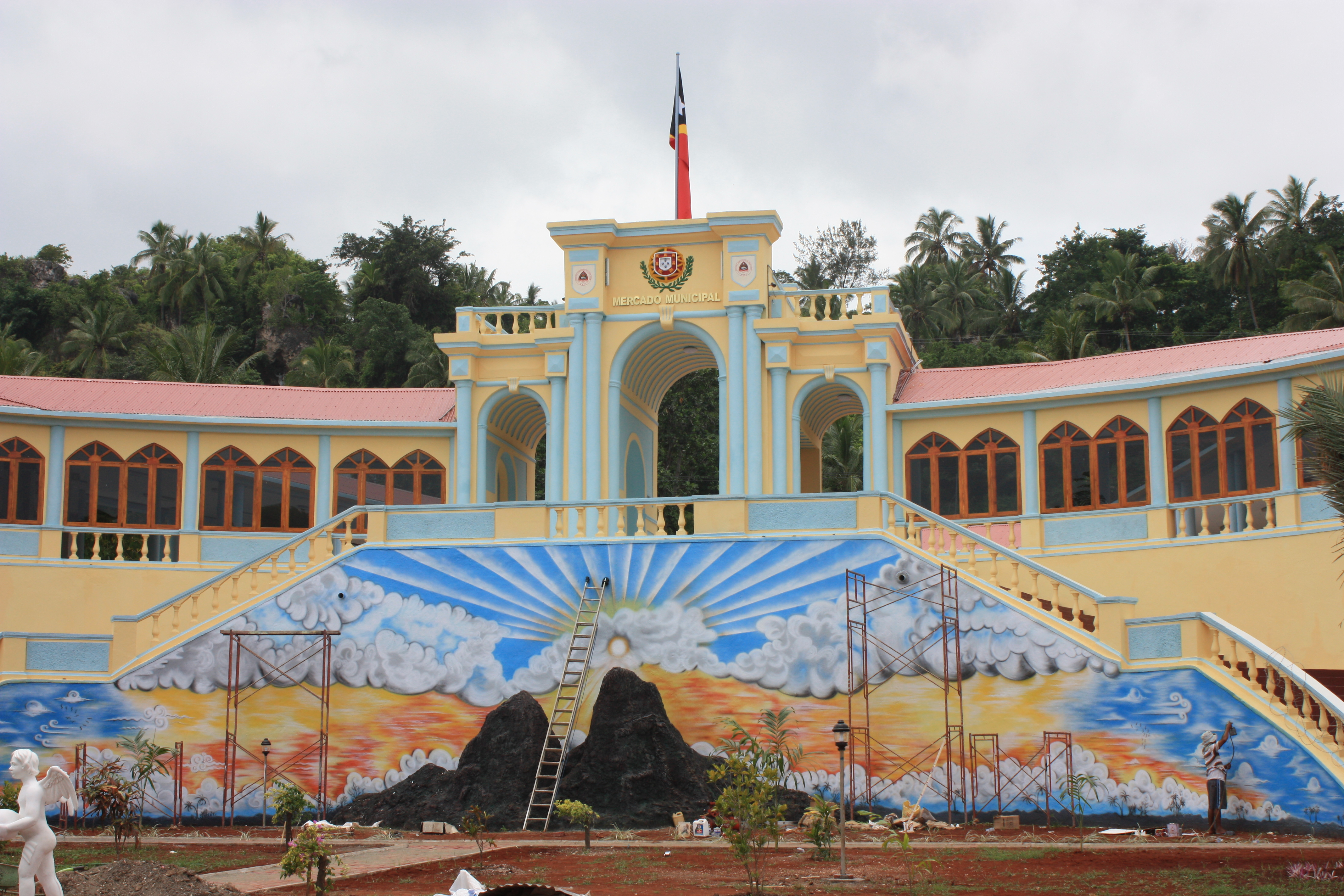
Marknaden i Baucau
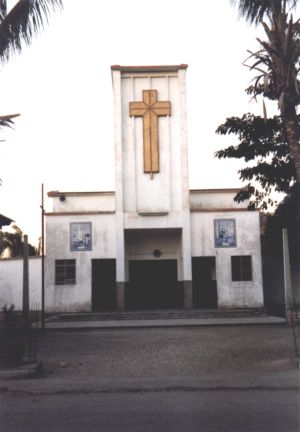
Katolska kyrkan